# Date Kuninori
Kuninori Date (伊達 邦寧, 7 avril 1830-22 novembre 1874) est un samouraï de la fin de l'époque d'Edo.

## Biographie
Kuninori est le 12e chef de la famille Mizusawa-Date et le 26e chef du clan Rusu. Il est au service du domaine de Sendaï. Connu pour sa bonne gouvernance, Kuninori a généreusement récompensé les personnes qui avaient perdu leur maison dans un grand incendie sur ses terres de Mizusawa, ouvrant ses propres réserves de nourriture au public et fournissant du bois de charpente de ses propriétés domaniales pour reconstruire leurs maisons. Conseillant à ses serviteurs d'être parcimonieux, il les a fait travailler à la reconstruction de la ville de Mizusawa. Durant la guerre de Boshin, il fut envoyé à Shirakawaguchi à la place de son daimyo, Yoshikuni Date.
Après la guerre, il est parti pour Sapporo à Hokkaidō et s'est installé au village de Hiragishi (平岸村, Hiragishi-mura).

## Source de la traduction
- (en) Cet article est partiellement ou en totalité issu de l’article de Wikipédia en anglais intitulé « Date Kuninori » (voir la liste des auteurs).